# Iliyana Gocheva
Iliyana Gocheva est une joueuse de volley-ball bulgare, née le 2 novembre 1976. Elle mesure 1,88 m et joue centrale

## Clubs
| Club                | Pays     | De        | À         |
| ------------------- | -------- | --------- | --------- |
| Levski Sofia        | Bulgarie |           | 2002-2003 |
| Panellinios Athènes | Grèce    | 2003-2004 | 2003-2004 |
| KS Pałac Bydgoszcz  | Pologne  | 2004-2005 | 2004-2005 |
| Kazanotchka Kazan   | Russie   | 2005-2006 | 2005-2006 |
| KS Pałac Bydgoszcz  | Pologne  | 2006-2007 | 2006-2007 |
| CS Dinamo Bucureşti | Roumanie | 2007-2008 | 2007-2008 |
| Vandœuvre Nancy VB  | France   | 2008-2009 | 2008-2009 |
| Apollon Limassol    | Chypre   | 2019-2010 | …         |